# キリンソウ属
キリンソウ属（キリンソウぞく、学名：Phedimus）は、ベンケイソウ科の属の1つ。これまで、マンネングサ属 Sedum に分類されてきた経過にある。

## 特徴
基本的に多年草であり、地下茎があるものが多い。葉は扁平で、多くは互生し、まれに対生のものがあり、葉の縁に鋸歯がある。花茎は基部で木質化することがあり、枯死後であっても数年、残存するすることがある。花序は集散状につき、多数の花が密集し、花柄の基部に葉状の苞葉がある。花は長日性で、春から夏にかけて咲き、5数性または6数性で、上向きに咲き、短い花柄があるか無柄になる。萼は緑色の肉質で、基部で合着して筒状になる。花弁は離生し、ふつう濃黄色、まれに紅紫色、ピンク色、白色になる種があり、花時に開出する。雄蕊は2輪につく。雌蕊は基部で合着し、子房の基部は細まらず、背面の基部に蜜腺があり、腹側の中央部分が膨らむ。胎座は各心皮の辺縁につく。果実は上から見ると星状の袋果になる。種子は卵円形で長さ1-1.4mmになり、微細な乳頭状突起におおわれる。

## 分布
ヨーロッパの地中海地域からアジアにかけて分布し、10数種ある。

## 分類
本属はこれまでマンネングサ属に分類されてきたが、本属の種の多くが地下茎をもつなど、形態的に大きな違いがあった。分子系統学での研究により、マンネングサ属との異質性が明らかとなり、別の属として扱われるようになった。

## 種

### 日本に分布する種
- キリンソウ Phedimus aizoon (L.) 't Hart var. floribundus (Nakai) H.Ohba[3] - 花茎は径2-3mm、高さ10-50cmになり、多数束生する。葉は互生し、広倒披針形から広倒卵形、上半分に鈍鋸歯がある。北海道、本州、四国、九州、朝鮮半島、中国大陸、シベリア東部に分布する。山地草原、林縁、崖、海岸などに生育する。海岸生の個体は葉は大きい傾向がある[1]。
  - ホソバノキリンソウ Phedimus aizoon (L.) 't Hart var. aizoon[4] - キリンソウの分類上の基本変種。花茎は地中に残存する葉腋から出て、高さ40cmになり1(-2)本が直立する。葉は互生し、菱状楕円形から楕円形で葉先はとがり、縁の下半分にも鋸歯がある。南千島、北海道、本州中部地方以北に分布し、山地草原などに生育する。朝鮮半島、中国大陸、シベリアにも分布する[1][5]。
- エゾノキリンソウ Phedimus kamtschaticus (Fisch.) 't Hart[6] - 花茎はやや繊細で、高さ5-10cmになり、多数束生し、花茎の下半分は地上を這い、上半分が斜上する。葉は互生し、小型で倒披針形、縁に欠刻状の鋸歯がある。南千島、北海道、北千島、カムチャツカ半島に分布する。岩礫地に生育する[1]。
- ヒメキリンソウ Phedimus sikokianus (Maxim. ex Makino) 't Hart[7] - 花茎は高さ8cmになり、直立する。葉は対生し、広倒披針形から倒卵形、縁の上半分に波状の鋸歯がある。四国に分布し、山地の岩礫地に生育する[1]。絶滅危惧IB類(EN)（環境省）[8]。

### その他の主な種
- Phedimus hybridus (L.) 't Hart[9] - 中国大陸、モンゴル、ロシアに分布。
- Phedimus middendorffianus (Maxim.) 't Hart[10] - 中国大陸、朝鮮半島、ロシアに分布。
- Phedimus selskianus (Regel et Maack) 't Hart[11] - 中国大陸、朝鮮半島、ロシアに分布。